# 香川県立観音寺中央高等学校
香川県立観音寺中央高等学校（かがわけんりつかんおんじちゅうおうこうとうがっこう）は、香川県観音寺市天神町一丁目にかつて存在した公立高等学校である。2017年4月1日に香川県立三豊工業高等学校と統合して「香川県立観音寺総合高等学校」となり2017年3月31日をもって閉校した。

## 概要
校舎は香川県西部の観音寺市中心市街地に位置しており、周辺には官公庁や図書館などの公共施設がある。
1923年に観音寺町立観音寺商業学校として創立、その後幾度かの校名変更を経て1994年に現校名となる。かつては商業科や普通科、食物科などの学科が設置されていたが、現在は総合学科のみが設置されており、1年生次は全生徒が共通の課程を学習するが、2年生になると「人文・国際系列」や「自然・環境系列」など5つ(平成25年度入学生から。平成24入学生までは7つ。)ある系列の中からいずれかを選択し、重点的にその系列科目の学習を行っている。
その他に独自の取組として、開かれた学校づくりを推進しており、1年生次にインターンシップを行っている他、挨拶運動、清掃活動や福祉施設訪問等のボランティア活動、地域住民を対象とした料理教室などを行っている。

## 沿革

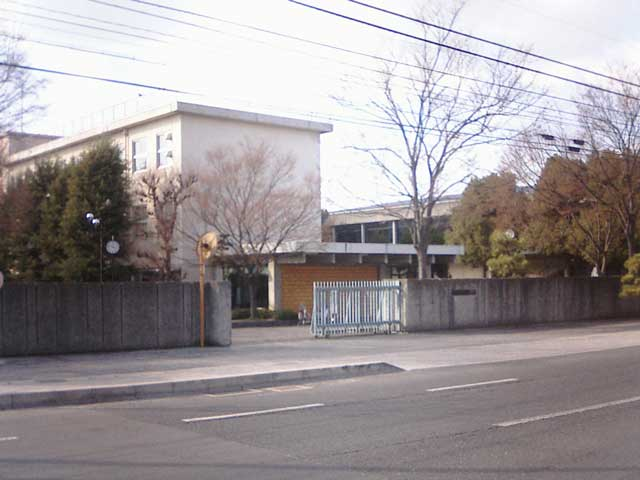
旧校舎（撮影:2005年3月）

- 1923年 - 観音寺商業学校として開校。
- 1948年 - 学制改革により、香川県立観音寺商業高等学校となる。
- 1949年 - 香川県立観音寺第二高等学校と改称。商業科と家庭科との総合制の高等学校となる。
- 1955年 - 香川県立観音寺商業家庭高等学校と改称。
- 1957年 - 香川県立観音寺商業高等学校と改称。
- 1967年 - 食物科が新設される。
- 1994年 - 香川県立観音寺中央高等学校と改称し、普通科が新設される。
- 1995年 - 第67回選抜高等学校野球大会 優勝
- 2003年 - 住居表示の実施により11月10日をもって住所が「〒768−0060 観音寺市観音寺町甲315番地1」から現在のものに変更。
- 2007年 - 総合学科を新設、既存学科は募集停止。
- 2007年 - 管理教室棟（本館）が完成。[1]
- 2010年 - 特別教室棟（本館）が完成
- 2013年 - 実習棟（本館）が完成
- 2017年 - 香川県立三豊工業高等学校と統合し、香川県立観音寺総合高等学校となる[2]。

## 設置学科
総合学科　
平成24年度入学生まで
- 人文・社会系列
- 自然・環境系列
- 国際文化系列
- 生活科学系列
- 商業・会計系列
- 商業・情報系列
- 食物系列

平成25年度入学生から
- 人文・国際系列
- 自然・環境系列
- 生活科学系列
- 商業系列
- 食物系列

## 交通アクセス
最寄りの鉄道駅
- 四国旅客鉄道予讃線 「観音寺駅」

最寄りのバス停
- 観音寺市のりあいバス 「観音寺市役所停留所」

## 学校行事
- 運動会

　4月又は5月に観音寺市総合運動公園陸上競技場で行われる。クラス対抗種目として、長縄跳びや綱引き、玉入れ、リレーでポイントを競う。
- 観音寺市内高校野球定期戦

　6月に本校、観音寺第一高校、三豊工業高校の観音寺市内に所在する3校が参加して観音寺市総合運動公園野球場で行われている野球の定期戦。スタンドでは応援部員、生徒によるエールの交換および応援も行われる。
- 中央祭（文化祭）

　毎年9月に2日間にわたって開催され、2日目は一般公開される。主なプログラムは初日にクラス対抗歌合戦、チアリーダーの演技や文化祭ライブ、2日目はチアリーダー、演劇部、吹奏楽部の公演およびクラス、部活動の展示など。
- クラスマッチ

　7月にソフトボール（男子）・バレーボール（女子）・リバーシ（男女）が、3月にサッカー（男子）・バスケットボール（女子）・バドミントン（男女）を行う。7月は全学年、3月は1・2年生のみの参加。

## 部活動
運動部
- 野球部 
  - 選抜高等学校野球大会 出場1回（優勝、1995年〈第67回〉）
  - 全国高等学校野球選手権大会 出場1回
- 陸上競技部
  - 全国高等学校駅伝競走大会 女子出場1回
- バレーボール部
- バスケットボール部
- 卓球部
- 新体操部
  - 国民体育大会　（優勝、第48回東四国国体）
- 器械体操部
- バドミントン部
- 柔道部
- 剣道部
- 弓道部
- ソフトテニス部
- ソフトボール部
- 水泳部
- サッカー部
- テニス部
- 応援部

文化部
- 文芸部
- 新聞部
- 国際部
- 書道部
- 美術部
- 放送部
- コーラス部
- 吹奏楽部
- 茶道部
- 華道部
- 演劇部
- 写真部
- 邦楽部
- 珠算部
- ビジネススキル部
- 手芸部
- 自然科学研究部

## 出身者
- 近藤照久 - 元東洋炭素社長
- 亀井慎二 - マブチモーター社長
- 石井和男 - 観音寺信用金庫理事長
- 佐伯明浩 - 香川県議会議員
- 琴錦登 - 大相撲力士
- 葛川健司 - 元プロ野球選手
- 久保尚志 - 元社会人野球選手